# Michael Maier
Michael Maier (Rendsburg, 1568 – Magdeburgo, 1622) è stato un medico, alchimista e musicista tedesco, di formazione paracelsiana, Consigliere dell'imperatore Rodolfo II d'Asburgo.

## Biografia
Nato a Rendsburg, Holstein,  frequentò l'Università di Rostock, nel 1589 quella di Norimberga, dal 1589 al 1591 fu a Padova, nel 1592 all'Università di Francoforte ove conseguì la Laurea in Lettere; nel 1596 all'Università di Bologna e nel 1596 all'Università di Basilea, dove conseguì la Laurea in Medicina e Chimica. Tornò a Rostock per esercitare la professione medica. Nel 1609 divenne medico ordinario e consigliere al servizio di Rodolfo II. Negli anni successivi alla morte di Rodolfo II, visitò più volte l'Inghilterra, conoscendo personalmente il celebre filosofo rosacrociano Robert Fludd.

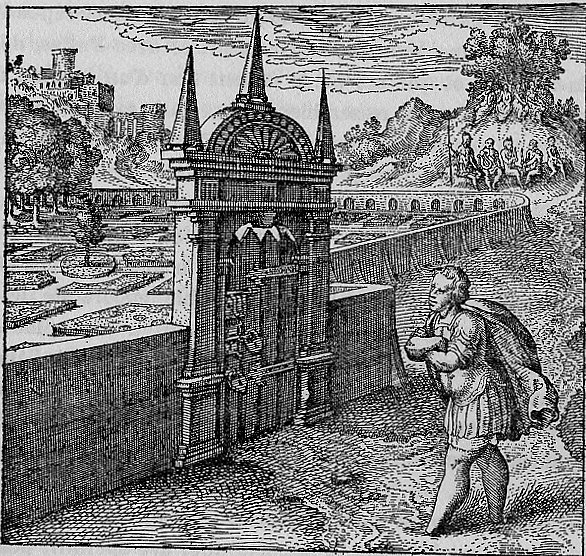
Emblema XXVII: xilografia da Atalanta fugiens, 1617

La sua opera certamente più famosa è il libro di emblemi Atalanta fugiens pubblicato in latino da Johann Théodor De Bry a Oppenheim nel 1618. L'opera fu poi ristampata a Francoforte sul Meno da Lucas Jennis nel 1625. In essa sono rappresentate 50 incisioni simboliche di Matthäus Merian, genero di De Bry, corredate di epigrammi e discorsi, che illustrano le fasi del processo alchemico, tra cui ad esempio:
(Michael Maier, Atalanta Fugiens, Oppenheim, De Bry, 1618, emblema XXVII ripreso anche da Umberto Eco, Il pendolo di Foucault [pagina 30 dell'edizione italiana], 1988)
Il testo degli epigrammi è proposto anche in forma musicale di fuga (a tre voci). 
La musica rosacrociana di Maier viene oggi utilizzata nel "Real Ordine degli Antichi Liberi Accettati Muratori", organizzazione paramassonica nata in Italia nel 1992.

## Opere

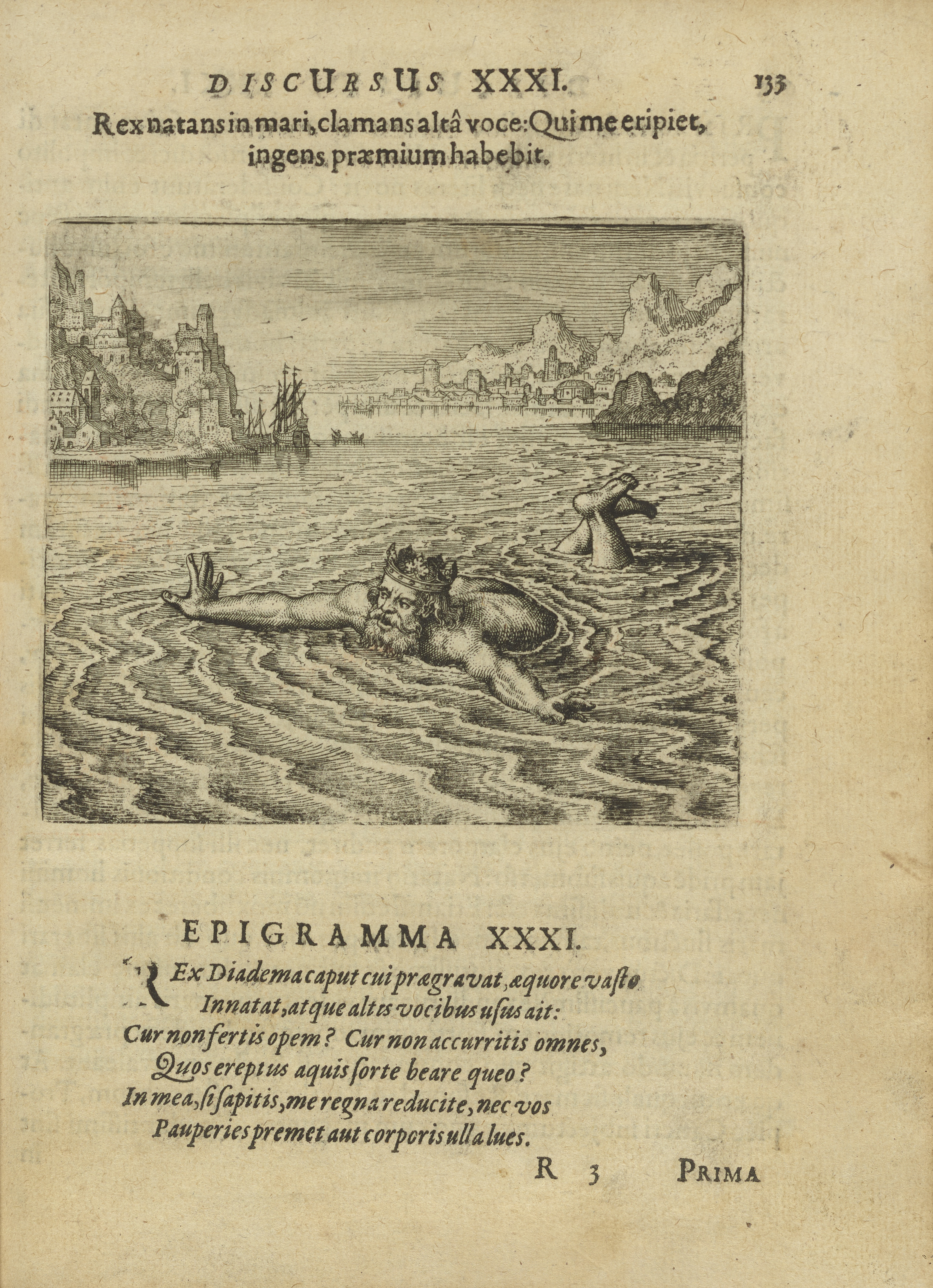
Epigramma XXXI, da Atalanta fugiens, 1617

- De Medicina Regia et vere heroica, Coelidonia. 1609.
- Hymnosophia.
- Arcana arcanissima, hoc est, Hieroglyphica Ægyptio-Graeca: vulgo necdum cognita, ad demonstrandam falsorum apud antiquos deorum, dearum, heroum, animantium, et institutorum pro sacris receptorum, originem, ex uno Ægyptiorum artificio, quad aureum animi et Corporis medicamentum peregit, deductam: unde tot poetarum allegoriae, scriptorum narrationes fabulosae et per totam encyclopaediam errores sparsi clarissima veritatis luce manifestantur, suaque tribui singula restituuntur, sex libris exposita. London: Creede, 1614.
- De Circulo physico, quadrato: Hoc est, de Auro ejusque virtute medicinali, sub duro cortice instar nuclei latente, an et qualis inde petenda sit tractatus haut inutilis. Oppenheim: Lucas Jennis, 1616.
- Lusus Serius. Oppenheim, 1616.
- Silentium Post Clamores, 1617.
- Symbola aureae mensae duodecim nationum, hoc est Hermaea seu Mercurii festa ab heroibus duodenis selectis, artis chymicae usu, sapientia et authoritate paribus celebrata, ad Pyrgopolynicen seu adversarium illum tot annis jactabundum, virgini Chemiae injuriam argumentis tam vitiosis quam convitiis argutis inferentem, confundendum et exarmandum, artifices vero optime de ea meritos suo honori et famae restituendum. Frankfurt a. M: Lucas Jennis, 1617.
- Atalanta fugiens. Oppenheim, Johann Theodori de Bry, 1617.
- Examen Fucorum Pseudo-Chymicorum. 1617.
- Jocus Severus. Frankfurt, 1617.
- Tripus Aureus, Frankfurt, 1618.
- Viatorium. Frankfurt, 1618.
- Themis Aurea, hoc est, de Legibus Fraternitatis R. C. tractatus, quo earum cum rei veritate convenientia, utilitas publica et privata, nec non causa necessaria, evoluntur et demonstrantur. 1618.
- Tractus de Volugri Arborea. 1619.
- Verum Inventum. 1619.
- Septimana Philosophica: Qua Aenigmata Aureola de omni Naturae genere a Solomone Israelitarum Sapientissimo Rege, et Arabiae Regina Saba, nec non Hyramo, Tyri Principe, sibi invicem in modum Colloquii proponuntur et enodatur, 1620.
- Civitas Corporis Humani. 1621.
- Cantilenae Intelectuales de Phoenice Redivivo; or Chansons Intelectuelles sur la resurection Du Phenix. 1622.
- Ulysses. Sapientia seu intelligentia, tanquam coelestis scintilla beatitudinis, quod si in fortunae et corporis bonis naufragium faciat, ad portum meditationis et patientiae remingio feliciter se expediat. 1624. (postumo)

## Edizioni moderne delle musiche
- Bruno Cerchio, Atalanta fugiens, edizioni Mediterranee, Roma 1984
- Davide Bortolai, 50 canti alchemici dall'Atalanta fugiens trascritti per canto e chitarra classica, Edizioni musicali Bèrben, Ancona 2006
- Ensemble Plus Ultra, Michael Noone: Atalanta Fugiens (1617); 1-50 Fugas I–L. Glossa music